# Seznam jezikovnih družin in jezikov
Ta članek je seznam vseh jezikov. Jeziki so razporejeni glede na to, koliko so si med seboj sorodni oz. po genealoškem drevesu. Ker se jezikom ne da točno določiti od kod izvira in kateri so njegovi najbližji sorodni jeziki, se lahko podatki od vira do vira razlikujejo. Na tem seznamu so jeziki razporejeni, kot so v Ethnologue.

## Indoevropski jeziki

### Albanski jeziki
| angleško ime jezika     | slovensko ime za jezik  | ISO 639-3 koda          | glavna država govorjenja |
| Gegovki albanski jeziki | Gegovki albanski jeziki | Gegovki albanski jeziki | Gegovki albanski jeziki  |
| ----------------------- | ----------------------- | ----------------------- | ------------------------ |
| Albanian, Gheg          | gegovska albanščina     | aln                     | Albanija                 |
| Tosk albanski jeziki    |                         |                         |                          |
| Albanian, Arbëreshë     | arbereščina             | aae                     | Italija                  |
| Albanian, Arvanitika    | arvanitika              | aat                     | Grčija                   |
| Albanian, Tosk          | ?                       | als                     | Albanija                 |

### Armenski jeziki
| ime jezika        | slovensko ime za jezik | ISO 639-3 koda | glavna država govorjenja |
| ----------------- | ---------------------- | -------------- | ------------------------ |
| Armenian          | armenščina             | hye            | Armenija                 |
| Armenian, Western | vzhodna armenščina     | hyw            | Armenija                 |

### Baltoslovanski jeziki

#### Baltski jeziki
| ime jezika             | slovensko ime za jezik | ISO 639-3 koda         | glavna država govorjenja |
| Vzhodni baltski jeziki | Vzhodni baltski jeziki | Vzhodni baltski jeziki | Vzhodni baltski jeziki   |
| ---------------------- | ---------------------- | ---------------------- | ------------------------ |
| Latgalian              | latgalščina            | ltg                    | Latvija                  |
| Latvian                | latvijščina            | lvs                    | Latvija                  |
| Lithuanian             | litvanščina litovščina | lit                    | Litva                    |
| Samogitian             | ?                      | sgs                    | Litva                    |
| Zahodni baltski jeziki |                        |                        |                          |
| Prussian               | pruščina               | prg                    | Poljska                  |

#### Slovanski jeziki

##### Vzhodni slovanski jeziki
| ime jezika | slovensko ime za jezik | ISO 639-3 koda | glavna država govorjenja |
| ---------- | ---------------------- | -------------- | ------------------------ |
| Belarusian | beloruščina            | bel            | Belorusija               |
| Russian    | ruščina                | rus            | Rusija                   |
| Rusyn      | rusinščina             | rue            | Ukrajina                 |
| Ukrainian  | ukrajinščina           | ukr            | Ukrajina                 |

##### Južni slovanski jeziki
| ime jezika                   | slovensko ime za jezik       | ISO 639-3 koda               | glavna država govorjenja     |
| Jugovzhodni slovanski jeziki | Jugovzhodni slovanski jeziki | Jugovzhodni slovanski jeziki | Jugovzhodni slovanski jeziki |
| ---------------------------- | ---------------------------- | ---------------------------- | ---------------------------- |
| Bulgarian                    | bolgarščina                  | bul                          | Bolgarija                    |
| Macedonian                   | makedonščina                 | mkd                          | Severna Makedonija           |
| Slavonic, Church             | cerkvenoslovanščina          | chu                          | Rusija                       |
| Jugozahodni slovanski jeziki |                              |                              |                              |
| Bosnian                      | bosanščina                   | bos                          | Bosna in Hercegovina         |
| Chakavian                    | čakavščina                   | ckm                          | Hrvaška                      |
| Croatian                     | hrvaščina                    | hrv                          | Hrvaška                      |
| Montenegrin                  | črnogorščina                 | cnr                          | Črna gora                    |
| Serbian                      | srbščina                     | srp                          | Srbija                       |
| Slavomolisano                | moliščina                    | svm                          | Italija                      |
| Slovene                      | slovenščina                  | slv                          | Slovenija                    |

##### Zahodni slovanski jeziki
| ime jezika                     | slovensko ime za jezik         | ISO 639-3 koda                 | glavna država govorjenja       |
| Češkoslovaški slovanski jeziki | Češkoslovaški slovanski jeziki | Češkoslovaški slovanski jeziki | Češkoslovaški slovanski jeziki |
| ------------------------------ | ------------------------------ | ------------------------------ | ------------------------------ |
| Czech                          | češčina                        | ces                            | Češka                          |
| Slovak                         | slovaščina                     | slk                            | Slovaška                       |
| Lehitski slovanski jeziki      |                                |                                |                                |
| Kashubian                      | kašubščina                     | csb                            | Poljska                        |
| Polish                         | poljščina                      | pol                            | Poljska                        |
| Silesian                       | šlezijščina                    | szl                            | Poljska                        |
| Lužanski slovanski jeziki      |                                |                                |                                |
| Sorbian, Lower                 | dolnjelužiška srbščina         | dsb                            | Nemčija                        |
| Sorbian, Upper                 | gornjelužiška srbščina         | hsb                            | Nemčija                        |

### Keltski jeziki

#### Otoški keltski jeziki
| ime jezika               | slovensko ime za jezik     | ISO 639-3 koda           | glavna država govorjenja |
| Britanski keltski jeziki | Britanski keltski jeziki   | Britanski keltski jeziki | Britanski keltski jeziki |
| ------------------------ | -------------------------- | ------------------------ | ------------------------ |
| Breton                   | bretonščina                | bre                      | Francija                 |
| Cornish                  | kornijščina                | cor                      | Združeno kraljestvo      |
| Welsh                    | valižanščina               | cym                      | Združeno kraljestvo      |
| Gelski keltski jeziki    |                            |                          |                          |
| Irish                    | irščina irska gelščina     | gle                      | Irska                    |
| Manx                     | manščina manska gelščina   | glv                      | Otok Man                 |
| Scottish Gaelic          | škotščina škotska gelščina | gla                      | Združeno kraljestvo      |

### Germanski jeziki

#### Severnogermanski jeziki
| ime jezika                 | slovensko ime za jezik     | ISO 639-3 koda             | glavna država govorjenja   |
| Vzhodnoskandinavski jeziki | Vzhodnoskandinavski jeziki | Vzhodnoskandinavski jeziki | Vzhodnoskandinavski jeziki |
| -------------------------- | -------------------------- | -------------------------- | -------------------------- |
| Övdalian                   | ?                          | ovd                        | Švedska                    |
| Norwegian                  | norveščina                 | nor                        | Norveška                   |
| Danish                     | danščina                   | dan                        | Danska                     |
| Swedish                    | švedščina                  | swe                        | Švedska                    |
| Zahodnoskandinavski jeziki |                            |                            |                            |
| Faroese                    | ferščina                   | fao                        | Ferski otoki               |
| Icelandic                  | islandščina                | isl                        | Islandija                  |

#### Zahodnogermanski jeziki

##### Angleški jeziki
| ime jezika | slovensko ime za jezik | ISO 639-3 koda | glavna država govorjenja |
| ---------- | ---------------------- | -------------- | ------------------------ |
| English    | angleščina             | eng            | Združeno Kraljestvo      |
| Scots      | skotščina              | sco            | Združeno Kraljestvo      |

##### Frizijski jeziki
| ime jezika        | slovensko ime za jezik | ISO 639-3 koda | glavna država govorjenja |
| ----------------- | ---------------------- | -------------- | ------------------------ |
| Frisian           | frizijščina            | fry            | Nizozemska               |
| Frisian, Northern | severna frizijščina    | frr            | Nemčija                  |
| Saterfriesisch    | saterland frizijščina? | stq            | Nemčija                  |

##### Visoki nemški jeziki
| ime jezika            | slovensko ime za jezik | ISO 639-3 koda | glavna država govorjenja |
| Nemški jeziki         | Nemški jeziki          | Nemški jeziki  | Nemški jeziki            |
| --------------------- | ---------------------- | -------------- | ------------------------ |
| Hunsrik               | ?                      | hrx            | Brazilija                |
| German, Standard      | nemščina               | deu            | Nemčija                  |
| Saxon, Upper          | ?                      | sxu            | Nemčija                  |
| Silesian, Lower       | ?                      | sli            | Poljska                  |
| Wymysorys             | ?                      | wym            | Poljska                  |
| German, Pennsylvania  | pensilvanska nemščina  | pdc            | ZDA                      |
| Palatinate Franconian | ?                      | pfl            | Nemčija                  |
| Ripuarian             | ?                      | ksh            | Nemčija                  |
| Luxembourgish         | luksemburgščina        | ltz            | Luksemburg               |
| Eastern Franconian    | vzhodna frankovščina?  | vmf            | Nemčija                  |
| German, Colonia Tovar | ?                      | gct            | Venezuela                |
| German, Swiss         | švicarska nemščina     | gsw            | Švica                    |
| Swabian               | ?                      | swg            | Nemčija                  |
| Walser                | ?                      | wae            | Švica                    |
| Bavarian              | bavarščina             | bar            | Avstrija                 |
| Cimbrian              | cimbrijščina           | cim            | Italija                  |
| Hutterisch            | ?                      | geh            | Kanada                   |
| Mócheno               | ?                      | mhn            | Italija                  |
| Jidiš jeziki          |                        |                |                          |
| Yiddish, Eastern      | vzhodni jidiš          | ydd            | Izrael                   |
| Yiddish, Western      | zahodni jidiš          | yih            | Nemčija                  |

##### Nizkofrankovski in nizkosaški jeziki
| ime jezika              | slovensko ime za jezik | ISO 639-3 koda         | glavna država govorjenja |
| Nizkofrankovski jeziki  | Nizkofrankovski jeziki | Nizkofrankovski jeziki | Nizkofrankovski jeziki   |
| ----------------------- | ---------------------- | ---------------------- | ------------------------ |
| Afrikaans               | afrikanščina burščina  | afr                    | Južnoafriška republika   |
| Dutch                   | nizozemščina           | nld                    | Nizozemska               |
| Limburgish              | limburščina            | lim                    | Nizozemska               |
| Vlaams                  | flandrijščina          | vls                    | Belgija                  |
| Zeeuws                  | ?                      | zea                    | Nizozemska               |
| Nizkosaški jeziki       |                        |                        |                          |
| Achterhoeks             | ?                      | act                    | Nizozemska               |
| Drents                  | ?                      | drt                    | Nizozemska               |
| Gronings                | ?                      | gos                    | Nizozemska               |
| Plautdietsch            | ?                      | pdt                    | Kanada                   |
| Sallands                | ?                      | sdz                    | Nizozemska               |
| Saxon, East Frisian Low | ?                      | frs                    | Nemčija                  |
| Saxon, Low              | nizka saščina          | nds                    | Nemčija                  |
| Stellingwerfs           | ?                      | stl                    | Nizozemska               |
| Twents                  | ?                      | twd                    | Nizozemska               |
| Veluws                  | ?                      | vel                    | Nizozemska               |
| Westphalien             | ?                      | wep                    | Nemčija                  |

### Grški jeziki
| ime jezika        | slovensko ime za jezik | ISO 639-3 koda | glavna država govorjenja |
| Stara grščina     | Stara grščina          | Stara grščina  | Stara grščina            |
| ----------------- | ---------------------- | -------------- | ------------------------ |
| Cappadocian Greek | kapadoška grščina      | cpg            | Grčija                   |
| Greek             | grščina                | ell            | Grčija                   |
| Greek, Ancient    | stara grščina          | grc            | Grčija                   |
| Pontic            | pontščina              | pnt            | Grčija                   |
| Yevanic           | ?                      | yej            | Izrael                   |
| Dorska grščina    |                        |                |                          |
| Tsakonian         | ?                      | tsd            | Grčija                   |

### Italski jeziki

#### Latinski jeziki
| ime jezika | slovensko ime za jezik | ISO 639-3 koda | glavna država govorjenja |
| ---------- | ---------------------- | -------------- | ------------------------ |
| latin      | latinščina             | lat            | Vatikan                  |

#### Romunski jeziki
| ime jezika        | slovensko ime za jezik | ISO 639-3 koda | glavna država govorjenja |
| ----------------- | ---------------------- | -------------- | ------------------------ |
| Aromanian         | aromunščina            | rup            | Severna Makedonija       |
| Romanian          | romunščina             | ron            | Romunija                 |
| Romanian, Istro   | istroromanščina        | ruo            | Hrvaška                  |
| Romanian, Megleno | ?                      | ruq            | Grčija                   |

#### Zahodni in italijanski romanski jeziki

##### Italo-dalmatinski romanski jeziki
| ime jezika           | slovensko ime za jezik | ISO 639-3 koda | glavna država govorjenja |
| -------------------- | ---------------------- | -------------- | ------------------------ |
| Istriot              | istrijanščina          | ist            | Hrvaška                  |
| Italian              | italijanščina          | ita            | Italija                  |
| Judeo-Italian        | judeo-italijanščina    | itk            | Italija                  |
| Napoletano-Calabrese | ?                      | nap            | Italija                  |
| Sicilian             | sicilščina             | scn            | Italija                  |

##### Zahodni romanski jeziki
| ime jezika              | slovensko ime za jezik | ISO 639-3 koda         | glavna država govorjenja |
| Galsko-romanski jeziki  | Galsko-romanski jeziki | Galsko-romanski jeziki | Galsko-romanski jeziki   |
| ----------------------- | ---------------------- | ---------------------- | ------------------------ |
| Emilian                 | ?                      | egl                    | Italija                  |
| Ligurian                | ligurijščina           | lij                    | Italija                  |
| Lombard                 | lombardščina           | lmo                    | Italija                  |
| Piedmontese             | ?                      | pms                    | Italija                  |
| Romagnol                | ?                      | rgn                    | Italija                  |
| Venetian                | beneščina              | vec                    | Italija                  |
| French                  | francoščina            | fra                    | Francija                 |
| French, Cajun           | ?                      | frc                    | ZDA                      |
| Jèrriais                | jerseyščina            | nrf                    | Jersey                   |
| Picard                  | ?                      | pcd                    | Francija                 |
| Walloon                 | valonščina             | wln                    | Belgija                  |
| Arpitan                 | ?                      | frp                    | Francija                 |
| Friulian                | furlanščina            | fur                    | Italija                  |
| Ladin                   | ?                      | lld                    | Italija                  |
| Romansh                 | retoromanščina         | roh                    | Švica                    |
| Ibersko-romanski jeziki |                        |                        |                          |
| Catalan                 | katalonščina           | cat                    | Španija                  |
| Occitan                 | okcitanščina           | oci                    | Francija                 |
| Shuadit                 | ?                      | sdt                    | Francija                 |
| Asturian                | asturijščina           | ast                    | Španija                  |
| Mirandese               | mirandeščina           | mwl                    | Portugalska              |
| Extremaduran            | ?                      | ext                    | Španija                  |
| Ladino                  | judovska španščina     | lad                    | Izrael                   |
| Spanish                 | španščina              | spa                    | Španija                  |
| Spanish, Charapa        | ?                      | spq                    | Peru                     |
| Fala                    | ?                      | fax                    | Španija                  |
| Galician                | galicijščina           | glg                    | Španija                  |
| Minderico               | ?                      | drc                    | Portugalska              |
| Portuguese              | portugalščina          | por                    | Portugalska              |
| Pirenejski jeziki       |                        |                        |                          |
| Aragonese               | aragonščina            | arg                    | Španija                  |

##### Južni romanski jeziki
| ime jezika             | slovensko ime za jezik | ISO 639-3 koda   | glavna država govorjenja |
| Korzijski jeziki       | Korzijski jeziki       | Korzijski jeziki | Korzijski jeziki         |
| ---------------------- | ---------------------- | ---------------- | ------------------------ |
| Corsican               | korzijščina            | cos              | Francija                 |
| Sardinijski jeziki     |                        |                  |                          |
| Sardinian, Campidanese | kampidanščina          | sro              | Italija                  |
| Sardinian, Gallurese   | ?                      | sdn              | Italija                  |
| Sardinian, Logudorese  | logudorščina           | src              | Italija                  |
| Sardinian, Sassarese   | ?                      | sdc              | Italija                  |

### Indoiranski jeziki
| podskupina               | glavne države govorjenja | najbolj poznani jeziki iz podskupine                                            | št. jezikov v podskupini |
| Indijsko-arijski jeziki  | Indijsko-arijski jeziki | Indijsko-arijski jeziki                                                         | Indijsko-arijski jeziki  |
| ------------------------ | --- | ------------------------------------------------------------------------------- | ------------------------ |
| notranji jeziki          | Indija, Fidži, Nepal, Pakistan, Turčija, Afganistan, Srbija, Poljska, Slovaška,Finska, Nemčija, Združeno kraljestvo, Romunija, Tadžikistan | ciganski jeziki, pundžabščina, gudžaratščina, nepalščina, fidžijska hindijščina | 100                      |
| zunanji jeziki           | Indija, Bangladeš, Nepal, Mjanmar, Surinam, Afganistan, Oman, Maldivi,Šrilanka                                                             | sinhala, maldivščina, kašmirščina, bengalščina,asamščina                        | 94                       |
| zahodni hindijski jeziki | Indija, Pakistan | hindijščina, urdujščina                                                         | 11                       |
| neklasificirani jeziki   | Indija, Nepal, Pakistan | sanskrt                                                                         | 13                       |
| Iranski jeziki           | |                                                                                 |                          |
| vzhodni iranski jeziki   | Afganistan, Pakistan, Tadžikistan, PRC, Rusija                                                                                             | paštu, osetinščina                                                              | 14                       |
| zahodni iranski jeziki   | Pakistan, Iran, Irak, Turčija, Afganistan, Azerbajdžan                                                                                     | kurdščina                                                                       | 70                       |
| neklasificirani jeziki   | Iran | avestanščina                                                                    | 1                        |
| Nuristanski jeziki       | |                                                                                 |                          |
| nuristanski jeziki       | Afganistan | aškun                                                                           | 6                        |
| Neklasificirani jeziki   | |                                                                                 |                          |
| -                        | Pakistan | badeši                                                                          | 1                        |

## Niger-kongovski jeziki

### Atlantsko-kongovski jeziki
| podskupina                     | glavne države govorjenja | najbolj poznani jeziki iz podskupine | št. jezikov v podskupini |
| Atlantski jeziki               | Atlantski jeziki | Atlantski jeziki                     | Atlantski jeziki         |
| ------------------------------ | --- | ------------------------------------ | ------------------------ |
| bijaški jeziki                 | Gvineja-Bissau | bidyogo                              | 1                        |
| severni atlantski jeziki       | Senegal, Gvineja-Bissau, Gvineja, Niger, Nigerija, Kamerun, Čad, Benin, Mali | volofščina, jola                     | 44                       |
| južni atlantski jeziki         | Sierra Leone, Liberija, Gvineja, Gvineja-Bissau | kisi, baga                           | 17                       |
| Ijoidski jeziki                | |                                      |                          |
| defaka jeziki                  | Nigerija | defaka                               | 1                        |
| ijo jeziki                     | Nigerija | ijo                                  | 9                        |
| Volta-kongovski jeziki         | |                                      |                          |
| benue-kongovski jeziki         | Nigerija, Kamerun, Kongo (Kinšasa), Južni sudan, Srednjeafriška republika, Uganda, Tanzanija, Kenija, Mozambik, Mayotte, Komori, Somalija, Kongo (Brazzaville), Angola, Ruanda, Burundi, Zambija, Namibija, Bocvana, Malavi, Južnoafriška republika, Esvatini, Lesoto, Ekvatorialna Gvineja, Gabon, Benin | igboščina, svahili, bantujski jeziki | 978                      |
| dogon jeziki                   | Mali | dogon                                | 19                       |
| kru jeziki                     | Slonokoščena obala | bassa, dida, aizi                    | 40                       |
| kwa jeziki                     | Gana, Togo, Benin, Slonokoščena obala | gbe                                  | 80                       |
| severni volta-kongovski jeziki | Kamerun, Nigerija, Čad, Srednjeafriška republika, Kongo (Kinšasa), Kongo (Brazzaville), Južni sudan, Benin, Mali, Burkina Faso, Gana, Benin, Togo, Slonokoščena obala | sénoufo, gbaya                       | 255                      |

### Ostali niger-kongovski jeziki
| podskupina                                    | glavne države govorjenja                                                               | najbolj poznani jeziki iz podskupine | št. jezikov v podskupini |
| Kordofan jeziki                               | Kordofan jeziki                                                                        | Kordofan jeziki                      | Kordofan jeziki          |
| --------------------------------------------- | -------------------------------------------------------------------------------------- | ------------------------------------ | ------------------------ |
| heiban jeziki                                 | Sudan                                                                                  | heiban, ko                           | 10                       |
| katla jeziki                                  | Sudan                                                                                  | katla, tima                          | 2                        |
| rašad jeziki                                  | Sudan                                                                                  | tagoi, tegali                        | 2                        |
| talodi jeziki                                 | Sudan                                                                                  | talodi, lafofa                       | 9                        |
| Mande jeziki                                  |                                                                                        |                                      |                          |
| vzhodni mande jeziki                          | Burkina Faso, Nigerija, Benin, Slonokoščena obala , Liberija                           | sam, wan                             | 20                       |
| zahodni mande jeziki                          | Slonokoščena obala, Burkina Faso, Gana, Gvineja, Mali, Senegal, Sierra Leone, Liberija | bozo, maninka                        | 54                       |
| Neklasificirani ostali niger-kongovski jeziki |                                                                                        |                                      |                          |
| -                                             | Slonokoščena obala                                                                     | mbre                                 | 1                        |

## Avstronezijski jeziki
| podskupina                                        | glavne države govorjenja | najbolj poznani jeziki iz podskupine            | št. jezikov v podskupini |
| Atajalski jeziki                                  | Atajalski jeziki | Atajalski jeziki                                | Atajalski jeziki         |
| ------------------------------------------------- | --- | ----------------------------------------------- | ------------------------ |
| atajalski jeziki                                  | Republika Kitajska | atayal, seediq                                  | 2                        |
| Bununski jeziki                                   | |                                                 |                          |
| bununski jeziki                                   | Republika Kitajska | bunun                                           | 1                        |
| Vzhodni formosan jeziki                           | |                                                 |                          |
| osrednji formosan jeziki                          | Republika Kitajska | amis, sakizaya                                  | 2                        |
| severni forsoman jeziki                           | Republika Kitajska | basay, kavalan                                  | 2                        |
| jugozahodni forsoman jeziki                       | Republika Kitajska | siraya, toivoan                                 | 2                        |
| Severozahodni forsoman jeziki                     | |                                                 |                          |
| severozahodni forsoman jeziki                     | Republika Kitajska | kulon-pazeh, saisiyat                           | 2                        |
| Malajsko-polinezijski jeziki                      | |                                                 |                          |
| bali-sasak-sumbawa jeziki                         | Indonezija | balijščina, sasak, sumbawa                      | 3                        |
| bashiic jeziki                                    | Republika Kitajska, Filipini | ibatan, ivatan, yami                            | 3                        |
| bilic jeziki                                      | Filipini | blaan, giangan, teduray                         | 5                        |
| celebeški jeziki                                  | Indonezija | wotu, bonerate                                  | 64                       |
| osrednji luzonski                                 | Filipini | sambal, ayta, kapampangan                       | 10                       |
| osrednjevzhodni malajsko-polinezijski jeziki      | Indonezija, Papua Nova Gvineja, Fidži, Francoska Polinezija, ZDA, Cookovi otoki, Nova Zelandija, Čile, Tonga, Wallis in Futuna, Mikronezija, Salomonovi otoki, Tuvalu, Vanuatu, Samoa, Tokelav, Niue, Nova Kaledonija, Kiribati, Maršalovi otoki, Severni marianski otoki, Palav, Nauru, Vzhodni Timor | havajščina, maorščina                           | 721                      |
| chamorro jeziki                                   | Gvam | chamorro                                        | 1                        |
| baritto jeziki                                    | Mayotte, Madagaskar, Indonezija | malagaščina, dusun                              | 35                       |
| osrednji filipinski jeziki                        | Filipini, Malezija | tagaloščina, filipinščina, bikol                | 100                      |
| javanski jeziki                                   | Indonezija, Nova Kaledonija, Surinam | javanščina, osing, tengger                      | 5                        |
| kalamianski jeziki                                | Filipini | agutaynen                                       | 2                        |
| lampung jeziki                                    | Indonezija | lampung, komering                               | 3                        |
| land dayak jeziki                                 | Indonezija, Malezija | bakati’ , bidayuh                               | 15                       |
| madurese jeziki                                   | Indonezija | kangean, madura                                 | 2                        |
| malajsko-chamic jeziki                            | Indonezija, Vietnam, Kambodža, PRC, Tajska, Malezija, Brunej | malajščina, indonezijščina, brunejščina, roglai | 55                       |
| minahasan jeziki                                  | Indonezija | tonsawang, tombulu                              | 5                        |
| moklen jeziki                                     | Mjanmar, Tajska | moklen, moken                                   | 2                        |
| nasal jeziki                                      | Indonezija | nasal                                           | 1                        |
| severni bornejski jeziki                          | Indonezija, Malezija, Brunej | berawan, melanau                                | 93                       |
| severni mangyan jeziki                            | Filipini | alangan, iraya, tadyawan                        | 3                        |
| severni luzonski jeziki                           | Filipini | agta, atta, kalinga, itneg                      | 54                       |
| severozahodni sumatrski in pregradnootoški jeziki | Indonezija | batak, nias                                     | 12                       |
| palavski jeziki                                   | Palav | palavjščina                                     | 1                        |
| rejang jeziki                                     | Indonezija | rejang                                          | 1                        |
| sangirski jeziki                                  | Filipini, Indonezija | ratahan, sangir                                 | 5                        |
| južni celebeški jeziki                            | Indonezija | seko, konjo, bugis                              | 30                       |
| sundaneški jeziki                                 | Indonezija | badui, sunda                                    | 2                        |
| neklasificirani jeziki                            | Indonezija, Filipini | bulungan, gorap, katabagan                      | 4                        |
| Paiwan jeziki                                     | |                                                 |                          |
| piwan jeziki                                      | Republika Kitajska | paiwan                                          | 1                        |
| Puyuma jeziki                                     | |                                                 |                          |
| puyuma jeziki                                     | Republika Kitajska | puyuma                                          | 1                        |
| Rukai jeziki                                      | |                                                 |                          |
| rukai jeziki                                      | Republika Kitajska | rukai                                           | 1                        |
| Tsouic jeziki                                     | |                                                 |                          |
| tsouic jeziki                                     | Republika Kitajska | tsouic, saaroa, kanakanabu                      | 3                        |
| Zahodni ravninski jeziki                          | |                                                 |                          |
| osrednjezahodni ravninski jeziki                  | Republika Kitajska | babuza, papora-hoanya                           | 2                        |
| thao jeziki                                       | Republika Kitajska | thao                                            | 1                        |
| Neklasificirani jeziki                            | |                                                 |                          |
| -                                                 | Republika Kitajska | ketangalan                                      | 1                        |

## Trans-novogivejski jeziki
| podskupina                        | glavne države govorjenja       | najbolj poznani jeziki iz podskupine | št. jezikov v podskupini |
| Anganski jeziki                   | Anganski jeziki                | Anganski jeziki                      | Anganski jeziki          |
| --------------------------------- | ------------------------------ | ------------------------------------ | ------------------------ |
| angaatiha jeziki                  | Papua Nova Gvineja             | angaatiha                            | 1                        |
| osrednji anganski jeziki          | Papua Nova Gvineja             | susuami, kawacha                     | 12                       |
| Asmat-komoro jeziki               |                                |                                      |                          |
| asmat jeziki                      | Indonezija                     | asmat, citak                         | 6                        |
| diuwe jeziki                      | Indonezija                     | diuwe                                | 1                        |
| kamoro jeziki                     | Indonezija                     | kamoro                               | 1                        |
| sabakor jeziki                    | Indonezija                     | buruwai, kamberau                    | 2                        |
| sempan jeziki                     | Indonezija                     | sempan                               | 1                        |
| Awin-pare jeziki                  |                                |                                      |                          |
| awin-pare jeziki                  | Papua Nova Gvineja             | aekyom, pare                         | 2                        |
| Bosavi jeziki                     |                                |                                      |                          |
| bosavi jeziki                     | Papua Nova Gvineja             | kasua, edolo                         | 9                        |
| Chimbu-wahgi jeziki               |                                |                                      |                          |
| chimbu jeziki                     | Papua Nova Gvineja             | golin, kuman                         | 7                        |
| hagen jeziki                      | Papua Nova Gvineja             | imbongu, melpa                       | 4                        |
| jimi jeziki                       | Papua Nova Gvineja             | kandawo, maring, narak               | 3                        |
| wahgi jeziki                      | Papua Nova Gvineja             | waghi, nii                           | 3                        |
| Damal jeziki                      |                                |                                      |                          |
| damal jeziki                      | Indonezija                     | damal                                | 1                        |
| Dem jeziki                        |                                |                                      |                          |
| dem jeziki                        | Indonezija                     | dem                                  | 1                        |
| Duna-bogaya jeziki                |                                |                                      |                          |
| duna-bogaya jeziki                | Papua Nova Gvineja             | duna, bogaya                         | 2                        |
| Vzhodni kutubu jeziki             |                                |                                      |                          |
| vzhodni kutubu jeziki             | Papua Nova Gvineja             | fiwaga, foi                          | 2                        |
| Vzhodni strickland jeziki         |                                |                                      |                          |
| vzhodni strickland jeziki         | Papua Nova Gvineja             | samo, kubo                           | 6                        |
| Eleman jeziki                     |                                |                                      |                          |
| notranji eleman jeziki            | Papua Nova Gvineja             | tairuma, opao                        | 5                        |
| purari jeziki                     | Papua Nova Gvineja             | purari                               | 1                        |
| tate jeziki                       | Papua Nova Gvineja             | kaki ae                              | 1                        |
| Engan jeziki                      |                                |                                      |                          |
| angal-kewa jeziki                 | Papua Nova Gvineja             | angal, kewa                          | 7                        |
| enga jeziki                       | Papua Nova Gvineja             | enga, ipili                          | 6                        |
| huli jeziki                       | Papua Nova Gvineja             | huli                                 | 1                        |
| Finisterre-huon jeziki            |                                |                                      |                          |
| finisterre jeziki                 | Papua Nova Gvineja             | ma, uri, nak                         | 40                       |
| huon jeziki                       | Papua Nova Gvineja             | kovai, tobo                          | 21                       |
| Gogodala-suki jeziki              |                                |                                      |                          |
| gogodala jeziki                   | Papua Nova Gvineja             | ari, gogodala                        | 3                        |
| suki jeziki                       | Papua Nova Gvineja             | suki                                 | 1                        |
| Večji binanderean jeziki          |                                |                                      |                          |
| binanderean jeziki                | Papua Nova Gvineja             | binandere, baruga                    | 12                       |
| guhu-samane jeziki                | Papua Nova Gvineja             | guhu-samane                          | 1                        |
| Inland gulf jeziki                |                                |                                      |                          |
| ipiko jeziki                      | Papua Nova Gvineja             | ipiko                                | 1                        |
| minanibai jeziki                  | Papua Nova Gvineja             | minanibai                            | 6                        |
| Kainantu-goroka jeziki            |                                |                                      |                          |
| goroka jeziki                     | Papua Nova Gvineja             | fore, isabi                          | 15                       |
| kainantu jeziki                   | Papua Nova Gvineja             | tairora, awa                         | 14                       |
| Kamula jeziki                     |                                |                                      |                          |
| kamula jeziki                     | Papua Nova Gvineja             | kamula                               | 1                        |
| Kayagar jeziki                    |                                |                                      |                          |
| kayagar jeziki                    | Indonezija                     | kayagar, tamagario                   | 3                        |
| Kiwaian jeziki                    |                                |                                      |                          |
| kiwaian jeziki                    | Papua Nova Gvineja             | kiwai                                | 7                        |
| Kolopom jeziki                    |                                |                                      |                          |
| kolopom jeziki                    | Indonezija                     | ndom                                 | 3                        |
| Madang jeziki                     |                                |                                      |                          |
| croisilles jeziki                 | Papua Nova Gvineja             | bau, gal                             | 55                       |
| kalam-kobon jeziki                | Papua Nova Gvineja             | kalam, kobon                         | 4                        |
| jeziki rai obale                  | Papua Nova Gvineja             | male, uya                            | 30                       |
| južni adelbert jeziki             | Papua Nova Gvineja             | korak, apal                          | 18                       |
| Marind jeziki                     |                                |                                      |                          |
| boazi jeziki                      | Papua Nova Gvineja             | kuni-boazi                           | 2                        |
| notranji marind jeziki            | Indonezija                     | marind                               | 2                        |
| yaqay jeziki                      | Indonezija                     | yaqay                                | 2                        |
| Mek jeziki                        |                                |                                      |                          |
| vzhodni mek jeziki                | Indonezija                     | una, lik                             | 6                        |
| zahodni mek jeziki                | Indonezija                     | ketengban                            | 1                        |
| Mombum jeziki                     |                                |                                      |                          |
| mombum jeziki                     | Indonezija                     | mombum                               | 2                        |
| Mor jeziki                        |                                |                                      |                          |
| mor jeziki                        | Indonezija                     | mor                                  | 1                        |
| Moraori jeziki                    |                                |                                      |                          |
| moraori jeziki                    | Indonezija                     | morori                               | 1                        |
| Ok-awyu jeziki                    |                                |                                      |                          |
| awyu-dumut jeziki                 | Indonezija                     | awyu, savi                           | 15                       |
| ok jeziki                         | Indonezija, Papua Nova Gvineja | muyu, kwer                           | 21                       |
| Oksapmin jeziki                   |                                |                                      |                          |
| oksapmin jeziki                   | Papua Nova Gvineja             | oksapmin                             | 1                        |
| Pawaian jeziki                    |                                |                                      |                          |
| pawaian jeziki                    | Papua Nova Gvineja             | pawai                                | 1                        |
| Južni jeziki polotoka Bird's head |                                |                                      |                          |
| inanwatan jeziki                  | Indonezija                     | duriankere, suabo                    | 2                        |
| konda-yahadianski jeziki          | Indonezija                     | konda, yahadijščina                  | 2                        |
| pravi jeziki polotoka Bird's head | Indonezija                     | kais, kokoda                         | 6                        |
| Jugovzhodni papuanski jeziki      |                                |                                      |                          |
| dagan jeziki                      | Papua Nova Gvineja             | daga                                 | 9                        |
| goilalan jeziki                   | Papua Nova Gvineja             | fuyug                                | 5                        |
| koriarian jeziki                  | Papua Nova Gvineja             | koiari, barai                        | 8                        |
| kwalean jeziki                    | Papua Nova Gvineja             | humene                               | 3                        |
| mailuan jeziki                    | Papua Nova Gvineja             | magi                                 | 6                        |
| manubaran jeziki                  | Papua Nova Gvineja             | maria                                | 2                        |
| yareban jeziki                    | Papua Nova Gvineja             | yareba                               | 5                        |
| Tanah merah jeziki                |                                |                                      |                          |
| tanah merah jeziki                | Indonezija                     | tanahmerah                           | 1                        |
| Teberan jeziki                    |                                |                                      |                          |
| teberan jeziki                    | Papua Nova Gvineja             | dadibi, folopa                       | 2                        |
| Tirio jeziki                      |                                |                                      |                          |
| tirio jeziki                      | Papua Nova Gvineja             | abom, bitur                          | 5                        |
| Turama-kikorian jeziki            |                                |                                      |                          |
| kairi jeziki                      | Papua Nova Gvineja             | rumu                                 | 1                        |
| kaser jeziki                      | Papua Nova Gvineja             | ikobi                                | 3                        |
| Zahodni jeziki                    |                                |                                      |                          |
| dani jeziki                       | Indonezija                     | dani, yali                           | 13                       |
| timor-alar-pantar jeziki          | Indonezija, Vzhodni Timor      | reta, kula                           | 23                       |
| zahodni bomberai jeziki           | Indonezija                     | karas, iha                           | 3                        |
| jeziki jezer Wissel               | Indonezija                     | dao, ekari                           | 5                        |
| Zahodni kutubu jeziki             |                                |                                      |                          |
| zahodni kutubu jeziki             | Papua Nova Gvineja             | fasu                                 | 1                        |
| Wiru jeziki                       |                                |                                      |                          |
| wiru jeziki                       | Papua Nova Gvineja             | wiru                                 | 1                        |

## Sino-tibetanski jeziki
| podskupina                            | glavne države govorjenja                       | najbolj poznani jeziki iz podskupine                             | št. jezikov v podskupini |
| Kitajski jeziki                       | Kitajski jeziki                                | Kitajski jeziki                                                  | Kitajski jeziki          |
| ------------------------------------- | ---------------------------------------------- | ---------------------------------------------------------------- | ------------------------ |
| kitajski jeziki                       | PRC, Republika Kitajska, Kazahstan             | vse vrste kitajščine (vključno z mandarinščino), pinghua, dungan | 16                       |
| Tibtansko-burmanski jeziki            |                                                |                                                                  |                          |
| angami-počuri jeziki                  | Indija                                         | mao nagščina, sumi nagščina                                      | 9                        |
| osrednji nagski jeziki                | Indija                                         | ao nagščina, lotha nagščina                                      | 4                        |
| osrednji tibetansko-burmanski jeziki  | Indija, PRC, Mjanmar                           | adi, hruso                                                       | 23                       |
| karbi jeziki                          | Indija                                         | karbi, amri karbi                                                | 2                        |
| karenski jeziki                       | Mjanmar, Tajska                                | vse vrste karenščine, wewaw, kayah                               | 21                       |
| kuki-chin jeziki                      | Indija, Mjanmar                                | vsi činški jeziki (razen anu-hkongso činščine), zo               | 54                       |
| ngwi-burmanski jeziki                 | PRC, Mjanmar, Bangladeš, Vietnam, Laos, Tajska | phowa, nisu, nasu, burmanščina                                   | 113                      |
| severovzhodni tibeto-burmanski jeziki | PRC                                            | bai, qiang                                                       | 24                       |
| sal jeziki                            | Indija, Bangladeš, Mjanmar, Nepal              | laoška nagščina, ruga, kadu                                      | 38                       |
| tanghulski jeziki                     | Indija, Mjanmar                                | tanghulska nagaščina, maring nagščina                            | 4                        |
| zahodni nagski jeziki                 | Indija                                         | zeme nagaščina, maram nagščina                                   | 7                        |
| zahodni tibetansko-burmanski jeziki   | Butan, Indija, PRC, Nepal                      | ham, kinnauri, tibetanščina                                      | 131                      |
| neklasificirani jeziki                | Indija, Mjanmar                                | kokag nagščina, koro                                             | 11                       |

## Ostali jeziki
- afroazijski jeziki
  - berberski jeziki
  - čadski jeziki
    - hausa

  - egiptovski jeziki
  - semitski jeziki
  - kušitski jeziki
  - bejski jeziki
  - omotski jeziki
- avstroazijski jeziki
- dravidski jeziki
- uralski jeziki
  - ugrofinski jeziki
  - samojedski jeziki
- ameriški jeziki
- altajski jeziki
- kreolski in pidžinski jeziki

Najbolj razširjeni jeziki

|  | angleščina   |  | mandarinska kitajščina |
|  | drugi jeziki |  | španščina              |
|  | ruščina      |  | francoščina            |
|  | arabščina    |  | portugalščina          |